# Itaoca
Itaoca é um município brasileiro do estado de São Paulo. Sua população estimada em 2024 pelo IBGE era de 3.490 habitantes.

## Topônimo
"Itaoca" é um termo tupi que significa "casa de pedra", através da junção dos termos itá ("pedra") e oka ("casa").

## História

### Formação territorial-administrativa
Histórico da formação do município:
- Distrito criado com a denominação de Itaóca, com sede na Capela das Tocas, no município de Apiaí, pela Lei nº 1.151, de 08/12/1908.
- Município criado pela Lei nº 7.664, de 30/12/1991.

## Geografia
Localiza-se a uma latitude 24º38'24" sul e a uma longitude 48º50'34" oeste, estando a uma altitude de 155 metros.

## Demografia

### População
| Crescimento populacional                             | Crescimento populacional | Crescimento populacional | Crescimento populacional |
| Ano                                                  | População Total          |                          | %±                       |
| ---------------------------------------------------- | ------------------------ | ------------------------ | ------------------------ |
| 2000                                                 | 3 226                    |                          | —                        |
| 2010                                                 | 3 228                    |                          | 0,1%                     |
| 2022                                                 | 3 422                    |                          | 6,0%                     |
| Est. 2024                                            | 3 490                    | [ 9 ]                    | 2,0%                     |
| Fontes: Censos Demográficos IBGE e Estimativas SEADE |                          |                          |                          |

## Infraestrutura

### Comunicações
Em 1992, um ano após a emancipação, a cidade tinha apenas uma linha telefônica, do tipo "vilafone", que atendia a todos os moradores da época. Por fim o sistema de telefones automáticos, assim como o sistema de discagem direta à distância (DDD) com o código de área (0155), foram implantados pela Telecomunicações de São Paulo (TELESP).
Ainda na década de 90 o código DDD da cidade foi alterado para (015), para padronização do sistema telefônico com a telefonia celular que estava sendo implantada em todo o estado.

## Religião
O Cristianismo se faz presente na cidade da seguinte forma:

### Igreja Católica
- A igreja faz parte da Diocese de Itapeva.[18]

### Igrejas Evangélicas
- Assembleia de Deus Ministério do Belém.[19][20]
- Congregação Cristã no Brasil.[21]